# Megaloceros giganteus
Megaloceros giganteus fou una espècie del gènere Megaloceros i un dels cérvols més grossos que han existit mai. S'estenia arreu d'Euràsia, des d'Irlanda fins a l'est del llac Baikal i visqué durant el Plistocè superior. Les restes més recents conegudes de l'espècie han estat datades a principis de l'Holocè, fa uns 7.700 anys.
El seu nom comú uapití irlandès és imprecís. Malgrat que se n'han trobat nombrosos esquelets en aiguamolls d'Irlanda, l'animal no habitava únicament a Irlanda i tampoc no estava properament relacionat amb qualsevol de les espècies extants anomenades uapití; per això, en les publicacions més recents es prefereix el nom «cérvol gegant». Megaloceros giganteus aparegué per primer cop fa aproximadament 400.000 anys. Possiblement evolucionà de M. antecedens. El tàxon anterior – considerat de vegades una paleosubespècie M. giganteus antecedens – és similar però tenia banyes més compactes.